# فیلیپ رنو
فیلیپ رنو (فرانسوی: Philippe Renaud‎؛ زادهٔ ۲۳ نوامبر ۱۹۶۲) قایقران کانو اهل فرانسه است.